# Campeonato da Europa de Atletismo de 2016 - 200 m masculino
A prova dos 200 metros masculino do Campeonato da Europa de Atletismo de 2016 foi disputada entre os dias 7 e 8 de julho de 2016 no Estádio Olímpico de Amsterdã em Amesterdão,  nos Países Baixos. 

## Recordes
Antes desta competição, os recordes mundiais e do campeonato nesta prova eram os seguintes:
|                       | Nome                  | Nacionalidade | Tempo  | Local            | Data                   |
| --------------------- | --------------------- | ------------- | ------ | ---------------- | ---------------------- |
| Recorde mundial       | Usain Bolt            | Jamaica       | 19s19  | Berlim           | 20 de agosto de 2009   |
| Recorde do campeonato | Konstantinos Kenteris | Grécia        | 19s 85 | Munique          | 9 de agosto de 2002    |
| Recorde europeu       | Pietro Mennea         | Itália        | 19s 72 | Cidade do México | 12 de setembro de 1979 |

## Medalhistas
| Ouro                  | Prata               | Bronze              |
| Bruno Hortelano (ESP) | Ramil Guliyev (TUR) | Daniel Talbot (GBR) |

## Cronograma
Todos os horários são locais (UTC+2).
| Data       | Hora  | Evento    |
| ---------- | ----- | --------- |
| 7 de julho | 11:20 | Bateria   |
| 8 de julho | 18:50 | Semifinal |
| 8 de julho | 20:35 | Final     |

## Resultados

### Bateria
Qualificação: 3 atletas de cada bateria  (Q) mais os 5 melhores qualificados (q).
Vento:
Bateria 1: -1,1 m / s, Bateria 2: -1,2 m / s, Bateria 3: -0,1 m / s
| Posição | Bateria | Raia | Atleta              | Nacionalidade | Tempo | Notas |
| ------- | ------- | ---- | ------------------- | ------------- | ----- | ----- |
| 1       | 3       | 2    | Solomon Bockarie    | Países Baixos | 20.55 | Q     |
| 1       | 1       | 7    | Bruno Hortelano     | Espanha       | 20.55 | Q     |
| 3       | 1       | 8    | Karol Zalewski      | Polónia       | 20.69 | Q     |
| 4       | 2       | 4    | Alex Wilson         | Suíça         | 20.80 | Q     |
| 5       | 2       | 8    | Davide Manenti      | Itália        | 20.82 | Q     |
| 5       | 3       | 5    | David Lima          | Portugal      | 20.82 | Q     |
| 7       | 1       | 5    | Mickaël-Meba Zézé   | França        | 20.84 | Q     |
| 8       | 1       | 6    | Johan Wissman       | Suécia        | 20.96 | q     |
| 9       | 3       | 8    | Antonio Infantino   | Itália        | 20.99 | Q     |
| 10      | 2       | 1    | Ján Volko           | Eslováquia    | 21.00 | Q     |
| 11      | 2       | 6    | Hensley Paulina     | Países Baixos | 21.04 | q     |
| 12      | 2       | 5    | Robin Erewa         | Alemanha      | 21.05 | q     |
| 13      | 1       | 3    | Marcus Lawler       | Irlanda       | 21.06 | q     |
| 13      | 3       | 3    | Tom Kling-Baptiste  | Suécia        | 21.06 | q     |
| 15      | 3       | 1    | Igor Bodrov         | Ucrânia       | 21.13 |       |
| 16      | 3       | 4    | Robin Vanderbemden  | Bélgica       | 21.17 |       |
| 17      | 1       | 4    | Ionut Andrei Neagoe | Roménia       | 21.18 |       |
| 18      | 1       | 2    | Zharnel Hughes      | Grã-Bretanha  | 21.21 |       |
| 19      | 1       | 1    | Samuli Samuelsson   | Finlândia     | 21.36 |       |
| 20      | 3       | 7    | Silvan Wicki        | Suíça         | 21.41 |       |
| 21      | 2       | 7    | Vitaliy Korzh       | Ucrânia       | 21.49 |       |
| 22      | 3       | 6    | Gábor Pásztor       | Hungria       | 21.60 |       |
| 23      | 2       | 3    | Marek Niit          | Estónia       | 21.93 |       |
| 24      | 2       | 2    | Mikel de Sa         | Andorra       | 22.74 |       |

### Semifinal
Qualificação: 2 atletas de cada bateria  (Q) mais os  2 melhores qualificados (q). 
Vento:
Bateria 1: -1,7 m / s, Bateria 2: -0,1 m / s, Bateria 3: -1,1 m / s
| Posição | Bateria | Raia | Atleta                       | Nacionalidade | Tempo | Notas |
| ------- | ------- | ---- | ---------------------------- | ------------- | ----- | ----- |
| 1       | 2       | 4    | Danny Talbot*                | Grã-Bretanha  | 20.37 | Q,    |
| 2       | 3       | 7    | Bruno Hortelano              | Espanha       | 20.39 | Q,    |
| 2       | 3       | 6    | Solomon Bockarie             | Países Baixos | 20.39 | Q,    |
| 4       | 2       | 3    | Churandy Martina*            | Países Baixos | 20.44 | Q     |
| 5       | 2       | 5    | Davide Manenti               | Itália        | 20.46 | q     |
| 5       | 3       | 3    | Nethaneel Mitchell-Blake*    | Grã-Bretanha  | 20.46 | q     |
| 7       | 3       | 5    | Lykourgos-Stefanos Tsakonas* | Grécia        | 20.48 |       |
| 8       | 2       | 7    | Karol Zalewski               | Polónia       | 20.69 |       |
| 8       | 1       | 5    | Ramil Guliyev*               | Turquia       | 20.69 | Q     |
| 10      | 1       | 7    | Alex Wilson                  | Suíça         | 20.71 | Q     |
| 11      | 3       | 4    | Serhiy Smelyk*               | Ucrânia       | 20.76 |       |
| 12      | 2       | 8    | Mickaël-Meba Zézé            | França        | 20.81 |       |
| 13      | 2       | 6    | Julian Reus*                 | Alemanha      | 20.83 |       |
| 14      | 2       | 2    | David Lima                   | Portugal      | 20.86 |       |
| 15      | 1       | 3    | Jaysuma Saidy Ndure*         | Noruega       | 20.92 |       |
| 16      | 3       | 8    | Antonio Infantino            | Itália        | 20.93 |       |
| 17      | 1       | 6    | Eseosa Desalu*               | Itália        | 20.94 |       |
| 18      | 3       | 1    | Robin Erewa                  | Alemanha      | 20.98 |       |
| 19      | 1       | 4    | Aleixo Platini Menga*        | Alemanha      | 21.06 |       |
| 20      | 1       | 2    | Ján Volko                    | Eslováquia    | 21.28 |       |
| 21      | 1       | 1    | Marcus Lawler                | Irlanda       | 21.33 |       |
| 22      | 3       | 2    | Tom Kling-Baptiste           | Suécia        | 21.34 |       |
| 23      | 1       | 8    | Hensley Paulina              | Países Baixos | 23.49 |       |
| 24      | 2       | 1    | Johan Wissman                | Suécia        | DNF   |       |

*Atletas que entraram direto nas  semifinais

### Final
Vento: -0,9 m / s 
| Posição           | Raia | Atleta                   | Nacionalidade | Tempo | Notas   |
| ----------------- | ---- | ------------------------ | ------------- | ----- | ------- |
| Medalha de ouro   | 6    | Bruno Hortelano          | Espanha       | 20.45 |         |
| Medalha de prata  | 3    | Ramil Guliyev            | Turquia       | 20.51 |         |
| Medalha de bronze | 5    | Danny Talbot             | Grã-Bretanha  | 20.56 |         |
| 4                 | 4    | Solomon Bockarie         | Países Baixos | 20.56 |         |
| 5                 | 1    | Nethaneel Mitchell-Blake | Grã-Bretanha  | 20.60 |         |
| 6                 | 2    | Davide Manenti           | Itália        | 20.66 |         |
| 7                 | 7    | Alex Wilson              | Suíça         | 20.70 |         |
| 8                 | 8    | Churandy Martina         | Países Baixos | DSQ   | R163.3a |

Legenda
| Recorde mundial       | Recorde mundial (World record)               |                       | Recorde africano                      | Recorde africano (African) |                                           | Q | Classificado por posição (Qualified) |
| Recorde do campeonato | Recorde do campeonato (Championship record)  | Recorde da América    | Recorde da América (Americas)         | q                          | Classificado por melhor tempo (Qualified) |   |                                      |
| Melhor marca do ano   | Melhor marca do ano (World leading)          | Recorde asiático      | Recorde asiático (Asian)              | DNS                        | Não largou (Did not start)                |   |                                      |
| Recorde nacional      | Recorde nacional (National record)           | Recorde europeu       | Recorde europeu (European)            | DNF                        | Não terminou (Did not finish)             |   |                                      |
| Recorde pessoal       | Recorde pessoal do atleta (Personal best)    | Recorde da Oceania    | Recorde da Oceania (Oceania)          | DSQ / DQ                   | Desclassificado (Disqualified)            |   |                                      |
| Recorde da temporada  | Recorde da temporada do atleta (Season best) | Recorde sul-americano | Recorde sul-americano (South America) | NM                         | Sem marca (No mark)                       |   |                                      |